# Ludwinów (powiat wołomiński)
Ludwinów – wieś w Polsce położona w województwie mazowieckim, w powiecie wołomińskim, w gminie Dąbrówka. Ma status sołectwa.
W latach 1975–1998 miejscowość należała administracyjnie do województwa ostrołęckiego.
Wierni Kościoła rzymskokatolickiego należą do parafii Miłosierdzia Bożego w Józefowie.